# Мумінов Акбар
Акбар Мумінов (1907, кишлак Ніязбек, тепер Канібадамського району Согдійського вілояту, Таджикистан — ?, тепер Таджикистан) — радянський таджицький державний діяч, 1-й секретар Курган-Тюбинського обласного комітету КП(б) Таджикистану. Депутат Верховної ради Таджицької РСР 2—3-го та 5-го скликань.

## Життєпис
Народився в родині наймита. Трудову діяльність розпочав у 1925 році наймитом у Канібадамському районі Таджицької АРСР.
У 1930—1933 роках — слухач робітничого факультету в місті Ташкенті.
Член ВКП(б) з 1932 року.
У 1933—1936 роках — пропагандист відділу пропаганди та агітації Шахрінауського районного комітету КП(б) Таджикистану.
У 1936—1940 роках — редактор Шахрінауської районної газети; секретар Шахрінауського районного комітету КП(б) Таджикистану.
У 1940—1942 роках — 2-й секретар Регарського районного комітету КП(б) Таджикистану.
У 1942—1943 роках — заступник завідувача відділу кадрів Сталінабадського обласного комітету КП(б) Таджикистану.
У 1944—1945 роках — 1-й секретар Курган-Тюбинського обласного комітету КП(б) Таджикистану.
У 1947—1952 роках — 1-й секретар Регарського районного комітету КП(б) Таджикистану.
У 1952—1953 роках був слухачем Ленінських курсів при ЦК КПРС у Москві.
З січня до грудня 1953 року — 1-й секретар Мікоянабадського районного комітету КП Таджикистану.
У 1953—1959 роках — відповідальний організатор; завідувач відділу партійних органів Ленінабадського обласного комітету КП Таджикистану.
У 1959—1960 роках — 1-й секретар Пролетарського районного комітету КП Таджикистану.
У 1960—1961 роках — завідувач відділу адміністративних та торговельно-фінансових органів Ленінабадського обласного комітету КП Таджикистану.
Потім — на пенсії.

## Нагороди та звання
- орден Трудового Червоного Прапора
- чотири ордени «Знак Пошани»
- медалі